# Maio
Maio es un municipio caboverdiano situado en la isla de Maio.

## Geografía
El municipio abarca la totalidad de la isla de Maio y su capital es la ciudad de Porto Inglês.
Está asentada en una isla de origen volcánico, erosionada por los vientos alisios, que hicieron de la isla una superficie aplanada, recordando los desiertos de África. 

## Historia
Descubierta la isla en 1460 no se pobló hasta el comienzo del siglo XVI. Antes de eso fue usada para el pasto de las cabras. 
Fue un antiguo puerto de exportación de la sal que se producía aquí hasta el siglo XX. Entre sus atractivos se encuentran sus inmensas playas de arena dorada y varios tonos de azul, casi nunca concurridas.

## Organización territorial
Consta de una freguesia:
- Nossa Senhora da Luz

## Demografía
| Gráfica de evolución demográfica de Maio entre 1940 y 2021 |
| |
| Población del municipio entre los años 1940 y 2010 según el censo de población de la página web Opendataforafrica.org. Población estimada según el Instituto Nacional de Estatística de Cabo Verde. Población según el resultado censal preliminar de 2021 del Instituto Nacional de Estatística de Cabo Verde según la página web citypopulation.de. |

## Economía
Posee una importante industria de pesca y agricultura y es un lugar idóneo para la práctica de deportes náuticos y acuáticos.

## Festividades
El 3 de mayo son las fiestas de Santa Cruz.